# Antoine Perrare
Antoine Perrare, surnommé « Chicago », né le  24 janvier 1841 à Saint-Didier-sur-Beaujeu et mort le 5 mars 1912 à Nice, est un mécanicien, communard et militant anarchiste français. Il est connu pour son action pendant la Commune de Lyon puis son intégration au mouvement anarchiste en Suisse et en France, où il est l'un des premiers à souscrire à l'anarcho-communisme.
Né dans le département du Rhône, Perrare vient s'installer à Lyon, où il est un ouvrier apprécié et tient un débit de vins qui devient un lieu de rassemblement pour les révolutionnaires de la ville. En 1871, il participe à la Commune de Lyon et est élu par la population lyonnaise pour les représenter comme délégué entre eux et la Commission provisoire, où il siège. Suite à l'écrasement des Communes en France, il parvient à fuir et s'installer à Genève tandis que la justice française le condamne à la déportation - il s'intègre d'abord aux cercles marxistes de Genève puis, en 1872, rejoint le mouvement anarchiste lors de la scission en cours entre les deux mouvements. Il devient ensuite une figure notable de l'Internationale anti-autoritaire, l'organisation anarchiste succédant à la Première Internationale. L'anarchiste s'implique dans de nombreuses réunions comme orateur, tient un atelier de mécanicien où il n'embauche que des réfugiés politiques français et est en charge de la section de propagande de l'organisation - il côtoie aussi Pierre Kropotkine et Jean Grave. Expulsé de Genève, il revient en France après dix-huit ans d'exil, s'installe à Lyon, Paris, en Meurthe et Moselle, puis à Nice. Pendant ces déplacements, Perrare ne cesse de défendre l'anarchisme et de militer - il est par ailleurs partisan de l'utilisation de la propagande par le fait. Il meurt à Nice le 5 mars 1912. 
Après sa mort, la presse anarchiste l'honore en faisant hommage à la constance de son anarchisme, qu'il professe jusqu'à son dernier souffle. Sa photographie policière fait partie des collections du Metropolitan Museum of Art (MET).

## Biographie

### Naissance et jeunesse
Antoine Perrare naît le 24 janvier 1841 à Saint-Didier-sur-Beaujeu, dans le département du Rhône,. 

### Commune de Lyon et première internationale
Il est réputé comme un bon ouvrier et réside à Lyon au moins à partir des années 1860-1870, rue Bougeaud,. Il est aussi marchand de vins à Lyon et selon la police, son débit de vins serait fréquenté exclusivement par des révolutionnaires,. En 1871, il est un personnage notable de la Commune de Lyon et devient membre de sa commission provisoire,. Après l'écrasement de la Commune de Lyon, il parvient à fuir à Genève pour échapper à la répression et y rejoint la Première Internationale (AIT) dans la section centrale de Genève, qui est alors marxiste,. Perrare est condamné par un procès militaire à la déportation dans une enceinte fortifiée par contumace en septembre 1871,.

### Internationale anti-autoritaire

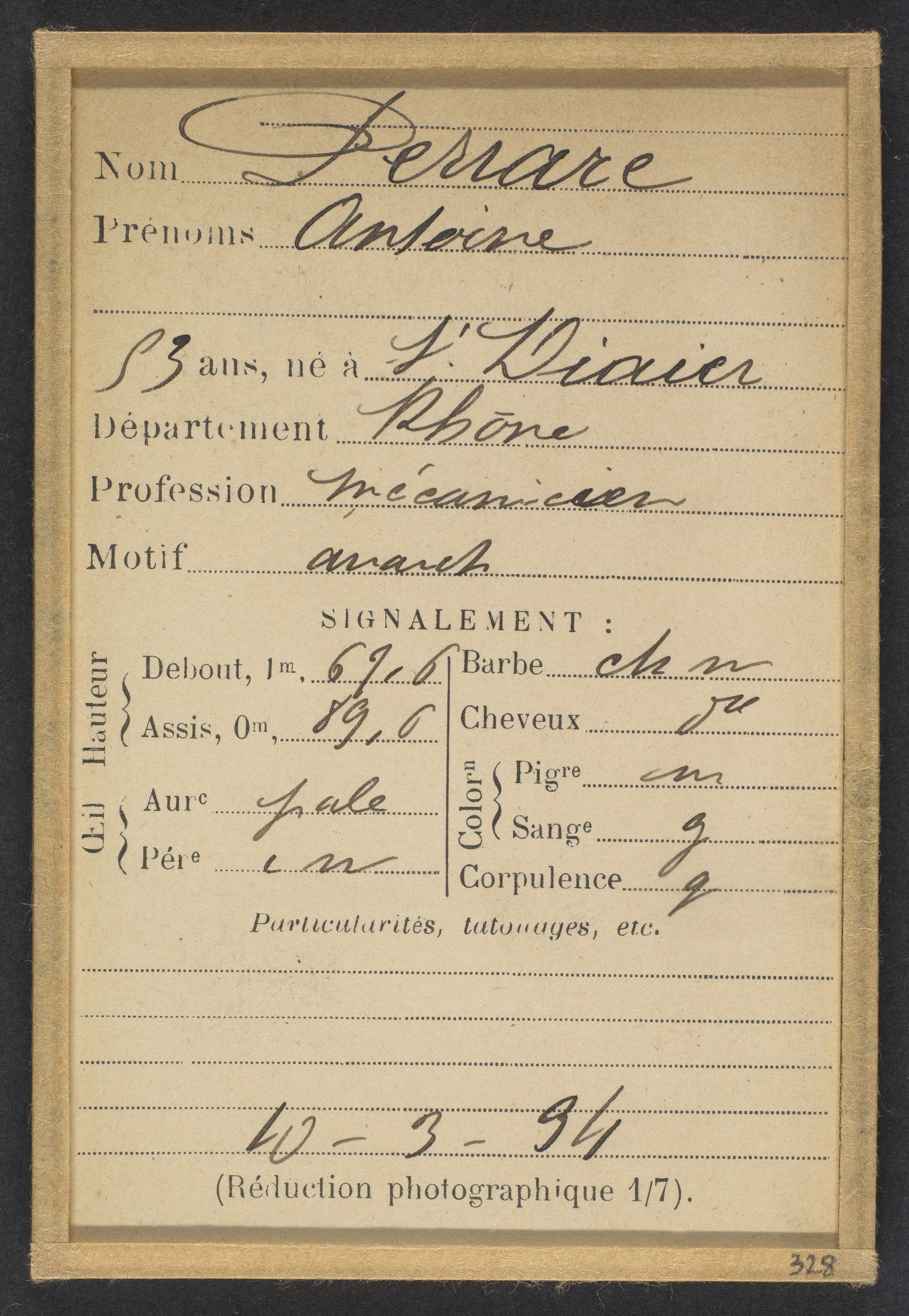
Fiche de Perrare par Alphonse Bertillon (1894)

Suite à la scission de la Première Internationale (1872) entre anarchistes, d'une part, et marxistes, de l'autre, il rejoint l'Internationale anti-autoritaire, l'organisation anarchiste qui succède à la Première Internationale,. 

Il la rejoint avec Paul Brousse ou encore Charles Alerini, et les deux interviennent à son sixième congrès, en septembre 1873,. Il y soutient entre autres qu'il faudrait réserver l'organisation aux travailleurs manuels en demandant un amendement sur le deuxième article des statuts,,. Alors que les statuts proposés pour l'organisation déclarent que toute personne peut être admise sous la responsabilité de la section locale qui l'accueille ou non, il demande à ce qu'on réserve l'organisation aux travailleurs manuels. Cette position est critiquée par l'anarchiste James Guillaume comme une « attaque contre l'intelligence » mais reflète en réalité une peur de la pénétration bourgeoise dans les instances anarchistes à un moment de rupture avec les marxistes, accusés de cela. Il déclare : 

Si vous laissez en contact les bourgeois et les ouvriers dans l'Internationale, ce ne sera qu'au détriment de ces derniers, car les bourgeois, étant plus instruits, acquerront dans les sections une certaine influence qui sera toujours mauvaise pour le travailleur manuel.
Dans les années suivantes, Perrare poursuit son militantisme anarchiste au sein de l'Internationale anti-autoritaire, - en 1876, il est membre du groupe L'Avenir à Genève, que Max Nettlau considère comme le premier à défendre l'anarcho-communisme,. En 1881, il prend la parole avec Pierre Kropotkine - théoricien majeur de cette tendance de l'anarchisme - pour commémorer l'assassinat d'Alexandre II,.
Perrare refuse dans un premier temps l'amnistie touchant les anciens communards et reste à Genève, où il est lié à Jean Grave et aux presses de La Révolte, le journal tenu par Kropotkine et Grave,. Il appartient à la section de propagande de l'Internationale anti-autoritaire et tient alors un atelier de mécaniciens où il n'embauche que des réfugiés politiques fuyant la France,. 

### Expulsion de Genève et retour en France

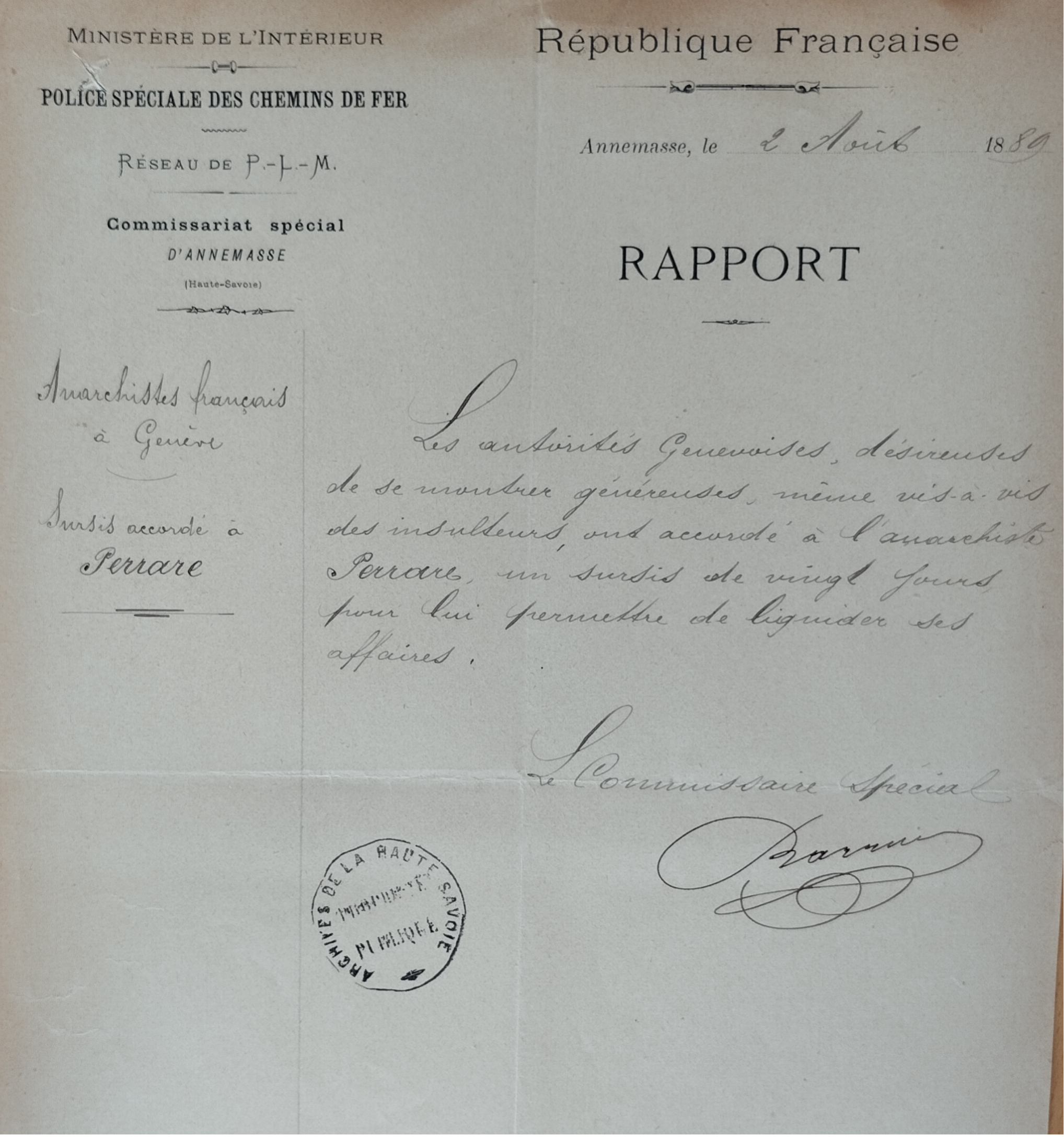
Rapport des autorités françaises sur le sursis de vingt jours accordés par les autorités genevoises à l'encontre de Perrare (4 M 349 Archives départementales de Haute Savoie - courtoisie dArchives anarchistes)

En 1889, cependant, il est expulsé par Genève pour avoir participé à une réunion de déserteurs - il rentre alors en France, s'installant à Lyon puis à Paris,. Dans cette ville, Perrare ouvre un atelier de construction mécanique mais celui-ci brûle en 1890, et il se rend alors en Meurthe-et-Moselle, où un membre de la famille Reclus lui trouve un emploi,. En 1892, il participe probablement à Paris aux réunions du Cercle international anarchiste,.
L'anarchiste poursuit son militantisme, est orateur à de nombreuses réunions et est remarqué par les autorités françaises comme un fervent partisan de la propagande par le fait,. Perrare se déplace ensuite à Nice, où il installe un magasin de bicyclettes,. Il y meurt le 5 mars 1912,.

## Postérité

### Cercles anarchistes
De son vivant, Perrare aurait été surnommé 'Chicago' dans les milieux anarchistes où il évolue. 
Après sa mort, Le Libertaire et Les Temps Nouveaux lui rendent hommage - les deux publications en soulignant la constance militante de Perrare, présenté comme l'un des rares anarchistes à ne pas avoir trahi ses idées et être resté anarchiste jusqu'à sa mort,. Dans Les Temps Nouveaux, l'article lui rendant hommage est signé de la main de son ancien compagnon, Jean Grave,. Max Nettlau le considère comme l'un des premiers anarcho-communistes.

### Photographie policière
Sa photographie policière fait partie des collections du Metropolitan Museum of Art (MET).